# Mmathethe
Mmathethe es una ciudad del distrito Sur en Botsuana. En agosto de 2011 tenía una población censada de 5078 habitantes.
Se encuentra ubicada en el centro-sur del país, cerca de la frontera con Sudáfrica.